# Замчалов, Пётр Иванович
Пётр Иванович Замчалов (1913—1985) — полковник Советской Армии, участник Великой Отечественной войн, Герой Советского Союза (1945).

## Биография
Пётр Замчалов родился 20 сентября 1913 года в Вольске (Саратовская область). В 1932 году он окончил Воронежский строительный техникум, в 1936 году — три с половиной курса Саратовского автодорожного института. В том же году он был призван на службу в Рабоче-крестьянскую Красную Армию. С начала Великой Отечественной войны — на её фронтах. Принимал участие в боях на Западном, Центральном, 1-м и 2-м Украинском, 1-м Белорусском фронтах. В 1943 году Замчалов окончил курсы усовершенствования офицерского состава при Военно-инженерной академии. Участвовал в Смоленском сражении, битве за Москву, битве на Курской дуге, освобождении Украинской и Белорусской ССР, Польши, боях в Германии. К 1945 году гвардии майор Пётр Замчалов был корпусным инженером 9-го гвардейского танкового корпуса 2-й гвардейской танковой армии 1-го Белорусского фронта. Отличился во время Висло-Одерской операции.
Замчалов умело организовал действия инженерных частей корпуса во время форсирования его частями реки Пилица, освобождении Сохачева, Груеца, Жирардува, Быдгоща. В ходе освобождения последнего Замчалов лично возглавил группу сапёров и захватил два моста через реку Нотец.
Указом Президиума Верховного Совета СССР от 6 апреля 1945 года гвардии майор Пётр Замчалов был удостоен высокого звания Героя Советского Союза с вручением ордена Ленина и медали «Золотая Звезда» за номером 5868.
После окончания войны Замчалов продолжил службу в Советской Армии. В 1961 году в звании полковника он был уволен в запас. Проживал в городе Стрый Львовской области, работал заведующим местным отделом коммунального хозяйства. Скончался 21 января 1985 года, похоронен в Стрые.

## Награды и звания
- Звание Герой Советского Союза.Указ Президиума Верховного Совета СССР от 6 апреля 1945 года:
  - Орден Ленина,
  - Медаль «Золотая Звезда» № 5868.
- Орден Красного Знамени. Приказ Военного совета 2 танковой армии № 17/н от 4 апреля 1944 года.
- Орден Красного Знамени.
- Орден Красного Знамени.
- Орден Отечественной войны I степени. Приказ Военного совета 2 танковой армии № 38/н от 16 августа 1943 года.
- Орден Отечественной войны I степени.
- Орден Отечественной войны II степени. Приказ Военного совета 2 танковой армии № 53/н от 11 августа 1944 года.
- Орден Красной Звезды.Приказ Военного совета 2 танковой армии № 52/н от 11 мая 1945 года.
- Орден Красной Звезды.
- Орден Красной Звезды.
- Орден «Знак Почёта». Указ Президиума Верховного Совета СССР от (?)
- Медаль «За боевые заслуги».
- Медаль "За оборону Москвы". Указ Президиума Верховного Совета СССР от 1 мая 1944 года.
- Медаль «За победу над Германией в Великой Отечественной войне 1941—1945 гг.». Указ Президиума Верховного Совета СССР от 9 мая 1945 года.
- Медаль «За взятие Берлина».Указ Президиума Верховного Совета СССР от 9 июня 1945 года.
- Медаль «За освобождение Варшавы».Указ Президиума Верховного Совета СССР от 9 июня 1945 года.
- Медали СССР.[1].
- Медаль «За Одру, Нису и Балтику».(Республика Польша).